# Shitō-ryū

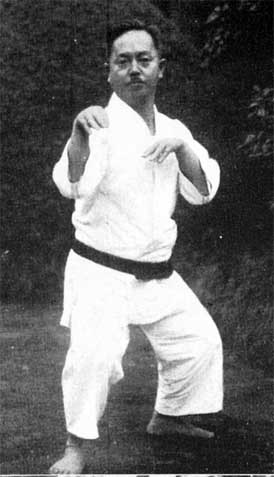
Mabuni Kenwa.

Emblema de l'escola shitō-ryū.

El Shitō-ryū (糸東流) és un estil de karate-do fundada el 1931 per Kenwa Mabuni (摩文仁賢和).

## Etimologia
El terme shitō-ryū prové de les inicials dels dos mestres de Mabuni. La partícula shi és la inicial del mestre del Shuri-te, Anko Itosu (糸洲安恒), To és la inicial del mestre del Naha-te, Kanryo Higaonna (東恩納寛量) i ryū (流) significa escola, tècnica, secta, variant o estil. Així es pot dir que el significat és una barreja filosòfica de "pau i ajuda" i de les tècniques de curta i llarga.

## Katas
Katas Bàsics
- Hiji Ate Go Ho
- Taikyoku Shodan
- Junino Kata
- Pinan Shodan/Heian Nidan
- Pinan Nidan/Heian Shodan
- Pinan Sandan/Heian Sandan
- Pinan Yondan/Heian Yondan
- jite
- Pinan Godan/Heian Godan
- Chi No Kata/Gekisai Dai Ichi
- Gekisai Dai Ni
- Sinsei Dai Ichi
- Sinsei Dai Ni

1º Dan
- Mioyo
- Juroku
- Matsumura no Rohai
- Bassai Dai
- Bassai Sho
- Matsukaze
- Tensho
- Aoyagi/Seiryu
- Saifa

2º Dan
- Naifanchin 1º y 2º
- Sanchin
- Seienchin
- Ananko
- Kosokun Dai
- Seisan
- Ishimine no Bassai
- Jion
- Niseishi

3º Dan
- Naifanchin 3º
- Kosokun Sho
- Jiin
- Sepai
- Shimpa
- Matsumura no Bassai
- Wanshu

4º Dan
- Shiho Kosokun
- Chintei
- Soochin
- Chinto
- Pachu
- Sanseiru
- Tomari no Wanshu

5º Dan
- Annan
- Nipaipo
- Shisoochin
- Unsu
- Kururunfa
- Tomari no Bassai
- Paiku

6º Dan
- Gojushiho
- Papuren
- Heiku
- Haffa
- Hakkaku
- Suparimpei
- Chatanyara no Kushanku

## Tècniques
Llista d'algunes tècniques de combat amb la mà utilitzades en l'estil de karate Shitō-ryū.
- Seiken
- Hiraken
- Haito
- Haishu
- Kakuto
- Kumade